# The B-52's (album)
The B-52's debitantski je studijski album američkog novo valnog sastava the B-52's. Album je objavljen 6. srpnja 1979. godine, a objavila ga je diskografska kuća Warner Bros. Records. Kičasti tekstovi i raspoloženje, kao i vesele pop-inspirirane harmonije donijele su sastavu popularnost. S albuma je nekoliko pjesama bilo prvi vrhu ljestvica. Omot albuma dizajnirao je Tony Wright (kao Sue Ab Surd).
The B-52's dosegao je 59. mjesto na Billboard 200 ljestvici, a pjesma "Rock Lobster" dosegla je 56. mjesto na Billboard Hot 100 ljestvici. Godine 2003., glazbeni program VH1, uvrstio je The B-52's na 99. mjesto najboljih albuma svih vremena. Nedugo prije njegove smrti, John Lennon izjavio je kako mu se album jako svidio te kako mu je pjesma "Rock Lobster" dala inspiraciju za ponovno pisanje pjesama. Alan Cross, u svojoj knjizi iz 1995. godine, The Alternative Music Almanac, uvrstio je album na deveto mjesto 10 najboljih alternativnih albuma. Godine 2012., album je Rolling Stone uvrstio u svoju listu 500 najboljih albuma svih vremena.

## Popis pjesama
| 1. | »Planet Claire«          | Fred Schneider, Keith Strickland, Henry Mancini      | Kate Pierson, Schneider       | 4:35 |
| 2. | »52 Girls«               | Ricky Wilson, Jeremy Ayers                           | Cindy Wilson, Pierson         | 3:34 |
| 3. | »Dance This Mess Around« | R. Wilson, Schneider, Strickland, Pierson, C. Wilson | C. Wilson, Pierson, Schneider | 4:36 |
| 4. | »Rock Lobster«           | R. Wilson, Schneider                                 | C. Wilson, Pierson, Schneider | 6:49 |

| Strana B | Strana B                                      | Strana B                                             | Strana B                      | Strana B | Strana B | Strana B | Strana B | Strana B | Strana B |
| Br.      | Skladba                                       | Tekstopisac                                          | Vokali                        | Trajanje |          |          |          |          |          |
| -------- | --------------------------------------------- | ---------------------------------------------------- | ----------------------------- | -------- | -------- | -------- | -------- | -------- | -------- |
| 5.       | »Lava«                                        | R. Wilson, Schneider, Strickland, Pierson, C. Wilson | C. Wilson, Pierson, Schneider | 4:54     |          |          |          |          |          |
| 6.       | »There's a Moon in the Sky (Called the Moon)« | R. Wilson, Schneider, Strickland, Pierson, C. Wilson | C. Wilson, Pierson, Schneider | 4:54     |          |          |          |          |          |
| 7.       | »Hero Worship«                                | R. Wilson, Robert Waldrop                            | C. Wilson                     | 4:07     |          |          |          |          |          |
| 8.       | »6060-842«                                    | R. Wilson, Schneider, Strickland, Pierson            | C. Wilson, Pierson, Schneider | 2:48     |          |          |          |          |          |
| 9.       | »Downtown« (obrada Petule Clark)              | Tony Hatch                                           | C. Wilson, Pierson            | 2:57     |          |          |          |          |          |
| 39:14    |                                               |                                                      |                               |          |          |          |          |          |          |

## Zasluge
The B-52's
- Kate Pierson – vokali, klavijature, synth bass, dodatna gitara (na pjesmama 2 i 7)
- Fred Schneider – vokali, walkie-talkie, glasovir-igračka (na pjesmi 3), synth bass (na pjesmi 7)
- Keith Strickland – bubnjevi, udaraljke, zvukovi
- Cindy Wilson – vokali, bongosi, tamburin, dodatna gitara (na pjesmi 6)
- Ricky Wilson – gitara, detektor dima

Ostalo osoblje
- Robert Ash – produkcija, inženjer zvuka
- George DuBose – fotografija
- Cass Rigby – pomoćnik inženjera zvuka
- Sue Ab Surd – dizajn
- La Verne – frizure

## Ljestvice i certifikacije
| Ljestvica (1980.) | Najviša pozicija |
| ----------------- | ---------------- |
| SAD Billboard 200 | 59.              |

| Singl                                               | Ljestvica (1980.)           | Pozicija |
| --------------------------------------------------- | --------------------------- | -------- |
| "Planet Claire/Rock Lobster/Dance This Mess Around" | Billboard Club Play Singles | 24.      |
| "Rock Lobster"                                      | Billboard Hot 100           | 56.      |